# Just Nuisance

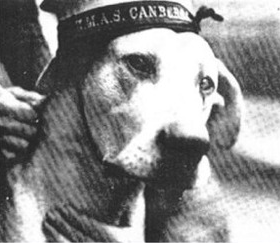
Just Nuisance tenía los mismos derechos que cualquier otro marinero de 1ª clase, incluyendo el uso de la gorra. Aquí aparece llevando una gorra del HMAS Canberra, en una de las múltiples fotos promocionales tomadas durante la Segunda Guerra Mundial.

Just Nuisance fue el único perro oficialmente enrolado en la Royal Navy. Era un gran danés que entre 1939 y 1944 sirvió en la base británica HMS Afrikander, en Simon's Town, en la actual República Sudafricana. Murió en 1944 y fue enterrado con todos los honores de su rango.

## Biografía

### Sus primeros años
No se conoce la fecha exacta de su nacimiento, aunque hay que rumores la sitúan sobre del 1 de abril de 1937 en Rondebosch, un suburbio de Ciudad del Cabo. Se le vendió a Benjamin Chaney, quien más tarde se mudó a Simon's Town para dirigir el United Services Institute (USI). 
Just Nuisance rápidamente se volvió muy popular entre los patrones del instituto, en su mayoría marinos, quienes le daban de comer y lo sacaban a pasear. Comenzó entonces a seguirlos hasta la base naval y los astilleros, donde se quedaba en los espigones junto al dique seco donde se reparaban los barcos. Era de gran tamaño, aún para un gran danés ; como a menudo presentaba un obstáculo para quienes trataban de embarcar o desembarcar, le llamaban afectuosamente Nuisance ("molestia" en inglés).

### Viajero de ferrocarril
A Nuisance se le permitía merodear y, siguiendo a los marineros, comenzó a viajar diariamente tan lejos como a Ciudad del Cabo, a unos 35 km de distancia. Pese a los esfuerzos de los marineros para esconderlo, infaliblemente los guardas del tren lo hacían descender apenas lo descubrían. Pero eso no le causaba demasiado problema, puesto que aprendió a esperar al próximo tren en el andén. De vez en cuando, algunos pasajeros ofrecieron pagar su boleto, pero la compañía finalmente le informó al dueño que Nuisance sería eutanasiado a menos que se le impidiera subir al tren, o que pagara su boleto.

### El servicio en la marina

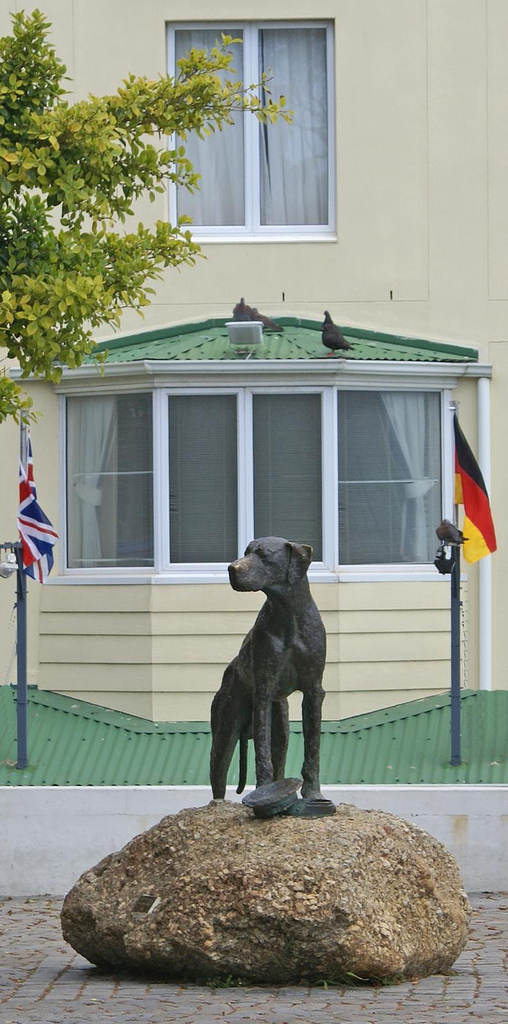
Estatua de Just Nuisance en la Plaza del Jubileo de Simon's Town. Nótese la gorra de marinero al pie, que recuerda su condición de militar.

Fue precisamente esta última condición (que tuviera su boleto pagado) la que le hizo entrar en la Marina. Rápidamente cundió el rumor de que Nuisance sería eutanasiado, por lo que muchos de los residentes y marinos escribieron a las autoridades de la Royal Navy pidiendo que hicieran algo para evitarlo. Pese a que alguien ofreció incluso comprarle un boleto de temporada, la Royal Navy decidió llamarlo oficialmente a filas ; como miembro de las fuerzas armadas, tendría derecho a viajar gratis.
Fue oficialmente alistado el 25 de agosto de 1939; su apellido fue ingresado como "Nuisance" ("plaga" o "molestia") y para no dejarle sin nombre en el legajo, se lo llamó « Just » (en este contexto : « simplemente ») pero que en un afortunado juego de palabras es también la versión inglesa del nombre de pila "Justo". Su profesión declarada en el legajo fue « quebrantahuesos », y su religión "Scrounger" (algo así como gorrón, garronero, convidado de piedra), aunque más tarde le fue cambiada piadosamente por « Liga de la divinidad canina (anti-vivisección) ».
Para permitirle recibir una ración de comida y como compensación por sus largos servicios previos a su ingreso a la Marina, fue promovido de simple marinero a marinero de 1a clase (Able Seaman, en inglés).
Lo que empezó como la defensa de una mascota tomó un cariz distinto con el curso de la guerra. Eran tiempos difíciles, donde muchos barcos fueron torpedeados frente a las costas sudafricanas por submarinos alemanes. El perro consideraba como amigos a todos los uniformados; estos le retribuían con creces su afecto, y con ello ayudó a levantar la moral de los marinos, que arriesgaban la vida en cada viaje. 
Nunca se embarcó, pero cumplió con una serie de roles en la base. Continuó acompañando a los marineros en sus viajes en tren, y los escoltaba de regreso a la base cuando cerraban los bares (pubs). Si bien muchas de sus "funciones" fueron elegidas por él mismo, también su imagen fue utilizada en la propaganda de guerra destinada a levantar la moral de la población. Sus apariciones incluyeron fotos y su propio « casamiento » con una perra gran danés llamada Adinda. Adinda dio a luz cinco cachorros; dos de ellos fueron subastados en Ciudad del Cabo para recaudar fondos para el esfuerzo bélico. 
La hoja de servicios de Nuisance dista de ser ejemplar. Además de faltas menores como viajar en tren sin su pase, ausentarse sin permiso, extraviar elementos de su equipo reglamentario (su collar), y rehusar retirarse del bar a la hora de cierre, su hoja de conducta muestra una sanción por ser sorprendido durmiendo en un lugar poco conveniente (la cama del Oficial de Servicio); la sanción fue la privación de huesos durante una semana. Algunas faltas fueron mucho más serias, incluyendo peleas con los perros de los barcos que amarraban en la base, que resultó en la muerte de al menos dos de ellos.

### Baja y muerte

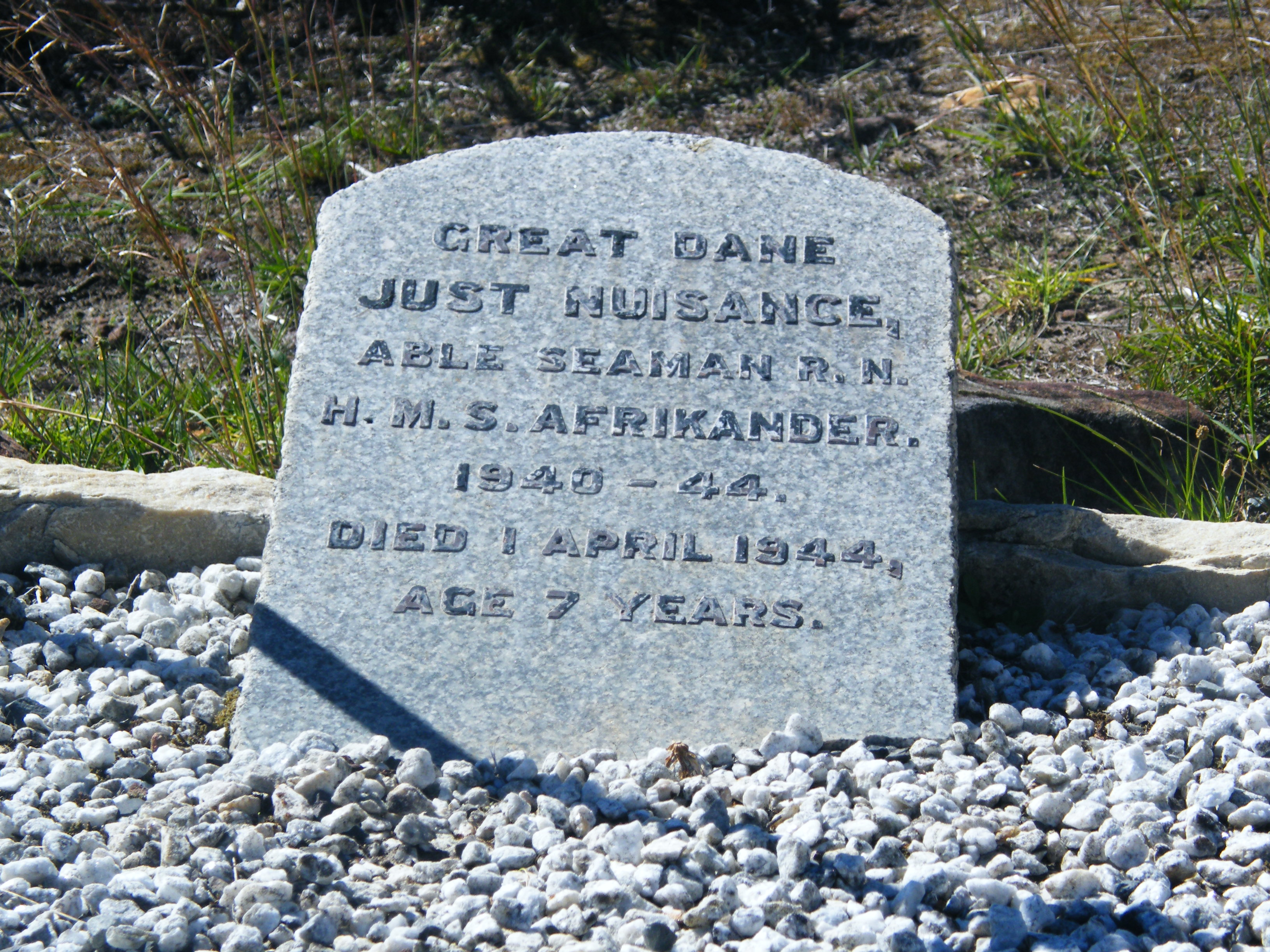
Estela de la tumba de Just Nuisance

Nuisance sufrió un accidente de coche que le provocó una trombosis, que progresivamente le paralizó. El 1 de enero de 1944 fue dado de baja de la Royal Navy. Como su salud continuaba deteriorándose, el 1 de abril de 1944 fue llevado al Hospital Naval de Simon’s Town, donde siguiendo el dictamen del veterinario naval, fue eutanasiado.
Al día siguiente, su cuerpo fue llevado a Klaver Camp y fue enterrado con la bandera de la Royal Navy con todos los honores militares, incluyendo una salva de saludo y un toque de corneta. Se pueden ver fotos de la ceremonia en el sitio de Simon's Town citado en las referencias del artículo.
Los marineros no lo olvidaron. Una estela de granito señala su tumba, y una estatua de bronce fue erigida en su honor en la Plaza del Jubileo de Simon's Town.
El museo de la ciudad tiene una sala dedicada a Just Nuisance, y desde el año 2000 se organiza un desfile anual, donde se elige a un sosias.